# Iglesia de San Bodil

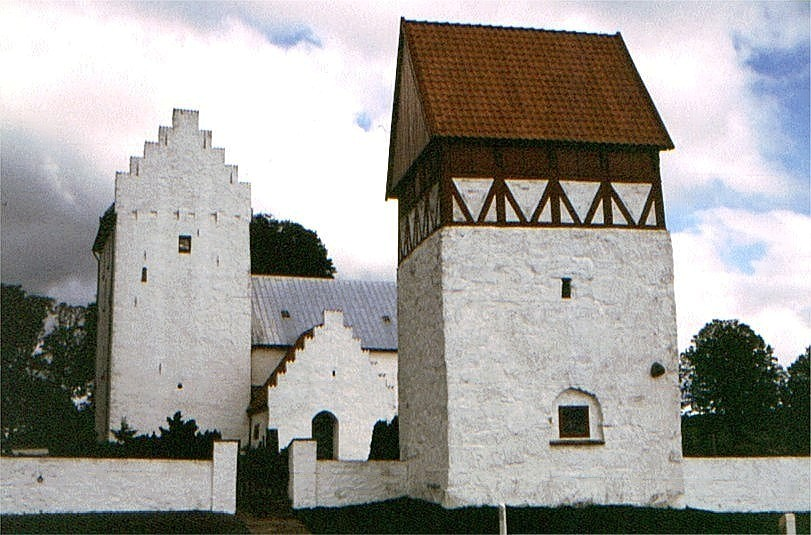
Iglesia de San Bodil con su campanario de entramado de madera.

La Iglesia de San Bodil ( en danés: Sankt Bodil Kirke) es una iglesia parroquial que data del siglo XIII, situada a 4 km al oeste de Nexø en la isla danesa de Bornholm.

## Historia
Construida alrededor del año 1200, la iglesia estaba dedicada al santo inglés Botulfo. La iglesia perteneció primero al Arzobispado de Lund, luego, con la Reforma, quedó bajo la corona danesa. En 1903, a medida que crecían las congregaciones, la iglesia fue propuesta para ser demolida  y reconstruida en la línea de la Iglesia Østermarie. Gracias a la presión del Museo Nacional para preservarla en interés del patrimonio nacional, se retrasó la demolición. El problema de la capacidad se resolvió en 1911 agregando un gran crucero. La torre de la iglesia fue renovada hacia 1913 por el arquitecto Mathias Bidstrup.

## Arquitectura
La iglesia se compone de un ábside, un coro y una nave del período románico, una torre al oeste más reciente y un pórtico gótico tardío en la puerta sur. Hay dos arcos redondeados que dan acceso desde la nave hasta la base de la torre. El gran crucero norte se añadió en 1911. Aunque se ha utilizado alguna piedra arenisca y piedra de los campo de las localidades cercanas, el material de construcción predominante es la piedra caliza, que se ha utilizado en particular  para los marcos de puertas y ventanas. El techo del ábside consta de una bóveda de media cúpula. Solo había tres ventanas en el edificio original, una en el ábside que fue restaurada en 1874 y una a cada lado de la nave. Desde entonces se han añadido nuevas ventanas. Las das portadas románicas se han conservado casi en su totalidad. La cantería en la puerta sur está particularmente bien ejecutada.
El campanario, documentado por primera vez en 1624, está coronado por una sección de entramado de madera y originalmente sirvió como portal de entrada. La estructura principal data de alrededor de 1600. Las reparaciones menores se llevaron a cabo en el siglo XVIII.

## Inventario y accesorios
Cerca de la entrada, la antigua fuente románica, hecha de piedra caliza de Gotland, es similar a las de Ny Kirke y a la de la iglesia de Vestermarie, pero está mejor proporcionada. La nueva fuente de granito se encuentra a la izquierda del arco del coro. Encima de la antigua fuente se encuentra el antiguo retablo renacentista, una pintura de Cristo en el camino a Emaús de Jørgen Roed. Los dos candelabros del altar mayor datan de mediados del siglo XVI. El púlpito de roble tallado de hacia 1600 tiene cuatro paneles que representan a los evangelistas y sus símbolos.

## Leyenda local
En una de las paredes del campanario, se puede ver una piedra redonda conocida como el Sombrero del Diablo ( sombrero de Fandens ). La leyenda local cuenta cómo un sacerdote fue seguido por el diablo cuando regresaba a su casa una noche. Llegó al cementerio antes de que lo atrapara, pero el diablo estaba tan furioso que arrojó su sombrero al sacerdote. No lo golpeó, sino que se alojó en la pared del campanario, donde hoy aún se puede ver. 

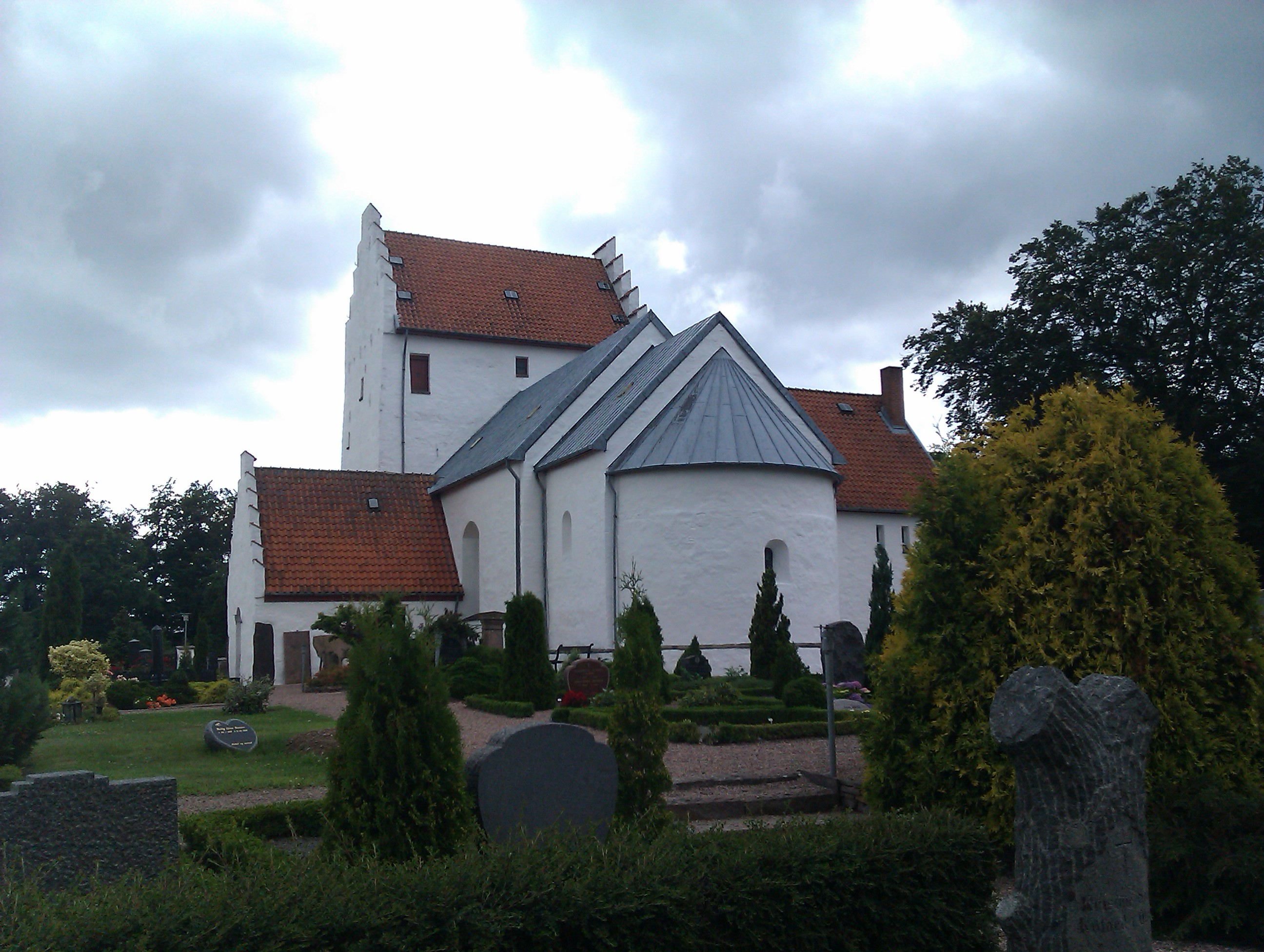
Vista desde el este
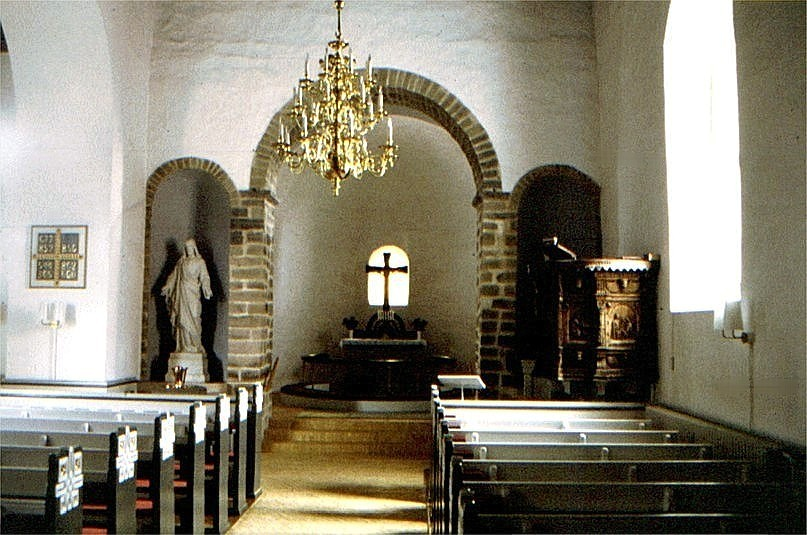
Nave y coro
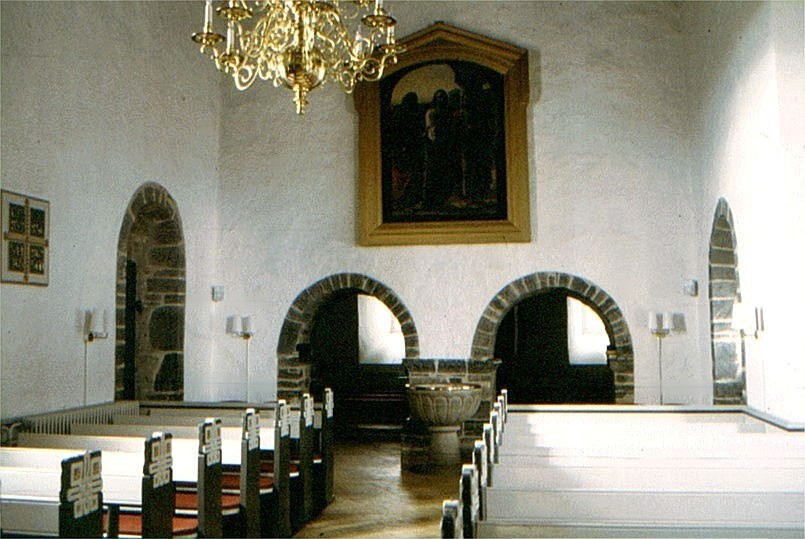
Nave y fuente antigua